# Parque acuático

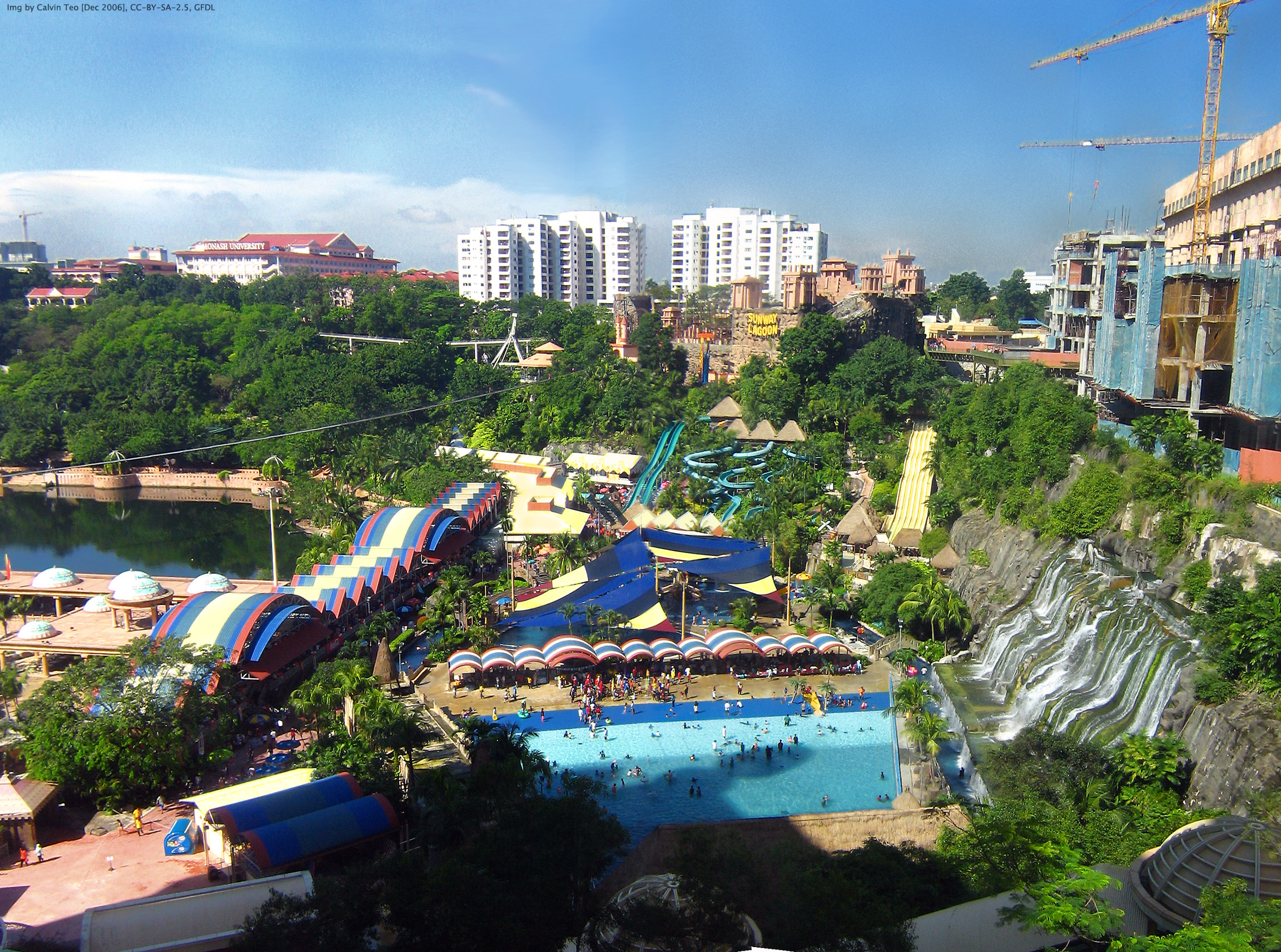
Imagen de un parque acuático.

Los parques acuáticos son centros de recreación masiva, construidos y equipados con atracciones y juegos básicamente con agua.  Son en esencia centros para disfrutar con seguridad durante horas en compañía de amigos y familiares.  Están ubicados en todas partes del mundo, en cualquier tipo de zona climática, cerca o dentro de las ciudades. Actualmente hay empresas que pueden asesorar en el montaje de este tipo de parques, incluso hacer tematizaciones, ante proyectos, etc.
A diferencia de las atracciones de agua de los parques de atracciones corrientes, en estos sí hay contacto directo con el agua. Motivo por el cual se hace imprescindible para acudir a los mismos llevar trajes de baño y toalla para secarse al final. 
Estos parques ofrecen una amplia variedad de actividades para todas las edades, desde piscinas de olas y toboganes extremos hasta áreas infantiles seguras y relajantes ríos de corriente lenta. Además, muchos parques acuáticos modernos cuentan con servicios adicionales como restaurantes, zonas de descanso, tiendas de recuerdos y alquiler de equipo, haciendo que la experiencia sea completa y cómoda para los visitantes. La mayoría también implementa estrictas medidas de seguridad y emplea personal capacitado para garantizar una experiencia segura y agradable para todos.

## Componentes básicos

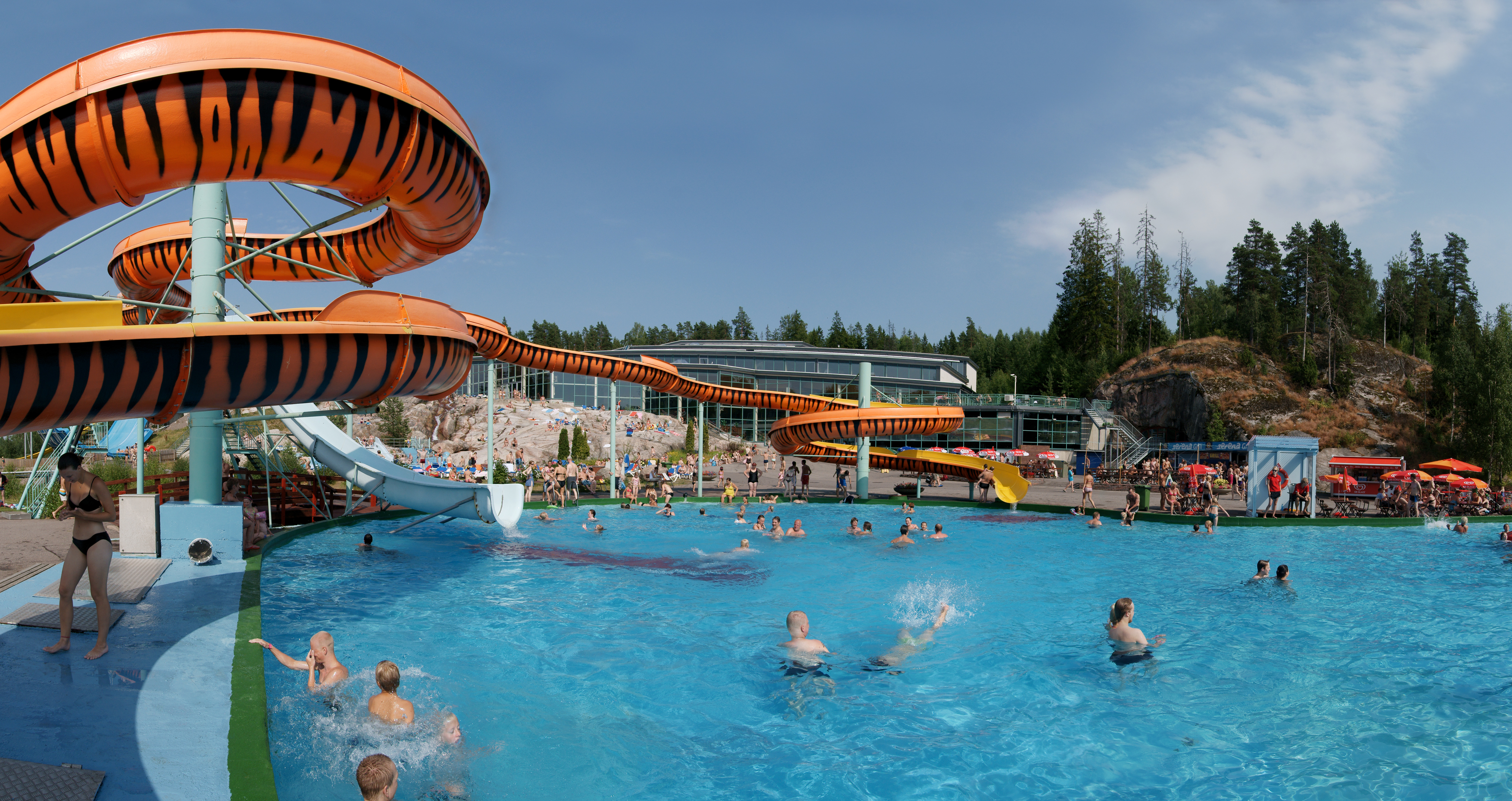
Piscina al aire libre y toboganes de agua en el parque acuático Serena en Espoo, Finlandia.

Un parque acuático puede tener una diversidad de atracciones muy amplia, que se pueden determinar por la dimensión de terreno, la localización, el plan de negocio que se tenga, etc., sin embargo, algunos de sus componentes básicos son:
- Toboganes de agua .
- Piscinas de olas.
- Juegos para niños.
- Ríos lentos, rápidos y artificiales.
- Playas artificiales.
- Áreas administrativas.
- Atracciones extremas.
- Temática y ambientacion.

## Beneficios que ofrecen los parques acuáticos
Los parques acuáticos ofrecen una gran variedad de beneficios, entre ellos: 
- Actividad física con bajo impacto  Las actividades en el agua reducen la presión en las articulaciones, por lo que son una buena opción para personas con lesiones o afecciones articulares.
- Diversión para todas las edades  Los parques acuáticos son una experiencia entretenida y relajante para toda la familia.
- Atracción visual  Los parques acuáticos ofrecen una propuesta única de diversión e interacción con el agua.
- Oportunidad para la conservación  Los parques acuáticos pueden ofrecer servicios y entretenimiento sostenibles, como filtrar y reciclar el agua.
- Huida del calor y las playas  Los parques acuáticos son una alternativa para pasar un día diferente y escapar del calor y las playas en verano.

## Ventajas de atracciones acuáticas en un hotel
Si buscas tener clientes que no solo se queden a dormir, sino que además disfruten plenamente tu hotel, es importante que les ofrezcas más, y para ello nada como contar con atracciones acuáticas que lo hagan mucho más atractivo. Estas son algunas de las ventajas de tener parques acuáticos en un hotel.

### Ofrece lugares abiertos
Durante las vacaciones, los niños necesitan salir a espacios abiertos donde corran, griten y se diviertan. Y por supuesto, también representa un gran descanso para sus padres y tutores. Pero no solo eso, todo el mundo se divierte, aprende y disfruta.

### Espacios seguros para vacaciones
Todos los parques acuáticos deben, no solo, ofrecer propuestas divertidas, sino ser altamente seguros. Por tanto, deben cumplir con la normativa europea vigente, utilizando materiales de alta calidad, resistentes, durables y seguros en su uso. De ese modo, los niños estarán mucho más seguros y sus padres más tranquilos y sabiendo que pueden depositar su confianza en tu hotel.

### Variedad de atracciones acuáticas y de ocio
En lugar de limitarte a instalar un par de toboganes, puedes optar por innovar y ofrecer una experiencia completa a tus clientes. Puedes decantarte por instalar una zona Splashpark de profundidad cero, tanto en exteriores como indoor, o una piscina con bola de olas, así como toboganes de diversas formas. Atrévete a construir espacios personalizados y temáticos que seguro encantarán a tus clientes.

### Fomenta la convivencia familiar
El agua siempre ha divertido a la gente, sin importar su edad. Los parques acuáticos pueden ser para todas las edades, tanto para párvulos como para personas de la tercera edad. Este tipo de instalaciones ofrecen una experiencia entretenida, relajante, en donde el agua divierte a todos los integrantes de una familia. ¡Una experiencia única que querrán repetir y que ayudará a que se conviertan en clientes fieles!

### Aumenta la tasa de ocupación de tu hotel
Tus clientes se decantarán por un hotel que ofrezca atracciones acuáticas, más que por uno que no las tenga. La implementación de esta área de juegos en hoteles, sin ninguna duda, les brindará a los padres el respiro que necesitan tener con sus hijos. Y a ti, te permite ofrecer un servicio increíble a tus clientes.
Atrae a tus clientes, fidelízalos y querrán volver incluso en períodos de baja demanda. Si ya conocen tu hotel con parque acuático, no van a querer desplazarse a otros sitios y esto aumenta el gasto que realizan.

### Permite llegar con más fuerza al segmento familiar
Muchas empresas ya están trabajando en diferenciar sus hoteles y en crear experiencias que directamente ataquen a los diferentes tipos que segmentos. Por eso, si te decantas por el segmento familiar, la incorporación de parques acuáticos en tu hotel te permitirá llegar con más impulso a este segmento y fortalecerte.
Para las familias, un espacio de ocio como un parque acuático aporta unión y los días en el hotel transcurrirán entre diversión, alegría y juegos acuáticos.